# Димитър Мирчев (офицер)
Димитър Иванов Мирчев е български разузнавач, офицер, генерал-майор.

## Биография
Роден е през 1914 г. От 1958 г. работи в апарата на ЦК на БКП. От началото на 1972 г. е генерал-майор. До 1973 г. е военен аташе в Пекин. След това е назначен за военен аташе на България в Полша на мястото на ген.-майор Атанас Арабаджиев. Остава там до 1984 г., когато е заменен от ген.-майор Доньо Марков. Освободен е от военна служба през декември 1984 г.
Награждаван е с орден „Народна република България“ – I ст. (1974) и орден „Георги Димитров“ (1984).